# Prodasineura fujianensis
Prodasineura fujianensis är en trollsländeart som beskrevs av Xu 2006. Prodasineura fujianensis ingår i släktet Prodasineura och familjen Protoneuridae. Inga underarter finns listade i Catalogue of Life.